# Orăștie
Orăștie  es una ciudad de Rumania en el distrito de Hunedoara.

## Geografía
Se encuentra a una altitud de 226 m s. n. m. a 372 km de la capital, Bucarest.

## Demografía
Según estimación, en 2011 contaba con una población de 18 227 habitantes.
| 1948  | 1956   | 1966 | 1977 | 1992 | 2002   | 2012 |
| 8 817 | 10 488 |      |      |      | 21 213 |      |